# 刚坚寺
岗坚曲培寺（藏語：གངས་ཅན་ཆོས་འཕེལ།，威利转写：gangs can chos 'phel），简称刚坚寺，位于西藏自治区日喀则地区萨迦县扯休乡岗坚村，是一座藏传佛教格鲁派寺院。

## 简介
刚坚寺位于日喀则地区萨迦县扯休乡岗坚村，318国道可到达，距离日喀则市35公里。该寺是藏传佛教格鲁派寺院。1442年，由班钦桑布扎西创建。20世纪末，该寺进行了修缮及扩建，新建了大殿、展佛台、修行院以及部分僧舍等。该寺规模庞大，佛殿众多，主供强巴佛。藏历每年六月四日，该寺都会举办展佛活动，民众来此观看跳神、展佛之后，到该寺园林的圣湖观看今生、祈祷来世。
刚坚寺的活佛为刚坚活佛。第五世刚坚活佛为刚坚·洛桑土旦·赤列雅培，1941年生、2020年圓寂。1945年在刚坚寺坐床，后来流亡印度。1981年，他首次访问欧洲，随后旅居意大利至2020年圓寂為止。他信奉多杰雄登，经常回到中国探亲，并参加佛教交流活动，见过班禅额尔德尼·确吉坚赞、班禅额尔德尼·确吉杰布。2006年，他表示自己虽然旅居意大利，但每年都回刚坚寺。2010年8月15日，中共中央统战部常务副部长朱维群来到刚坚寺，国家宗教局局长王作安、西藏自治区人大常委会副主任嘎玛、中国藏学研究中心总干事拉巴平措随同前来，正在中国国内探访的意大利籍的刚坚活佛和刚坚寺僧人为他们举行了欢迎仪式，刚坚活佛还和朱维群一起种植了两棵松树。
2002年7月，班禅额尔德尼·确吉杰布到夏鲁寺、刚坚寺朝拜，并参加了两寺的佛事活动。